# Anuga juventa
Anuga juventa là một loài bướm đêm trong họ Noctuidae.